# Мотєюс Шумаускас
Мотєюс (Мотеюс Юозович) Шумаускас (лит. Motiejus Šumauskas; 2 (15) листопада 1905, Ковно — 28 травня 1982, Вільнюс) — радянський державний і партійний діяч, голова Ради Міністрів Литовської РСР (1956—1967), голова Президії Верховної Ради Литовської РСР (1967—1975). Депутат Верховної ради СРСР 2—9-го скликань. Кандидат у члени ЦК КПРС (1956—1976).

## Біографія
Народився 15 листопада 1905 року в місті Ковно.
Член Комуністичної партії Литви з 1924 року.
- З 1928 року — секретар підпільного райкому Компартії Литви.
- У 1929 році — політв'язень у Литовській Республіці. Нелегально перебрався у СРСР.
- У 1930 році заочно закінчив Міжнародну Ленінську школу. Повернувся до Литовської Республіки.
- З 1930 року — секретар підпільного ЦК комсомолу Литви.
- У 1931 році за революційну діяльність засуджений на 6 років каторги, в 1939 році поміщений в концтабір.
- У 1940 році — голова Палати праці і Центрального бюро профспілок, заступник міністра праці Литви
- У 1940—1947 роках — заступник голови Ради Народних Комісарів Литовської РСР і одночасно в 1940—1941 роках — нарком місцевої промисловості Литовської РСР.
- У 1941—1942 роках — в евакуації, директор Пензенського молочного комбінату.
- З 1942 року — у Червоній армії. У квітні 1943 року був перекинутий на окуповану територію Литви, став керівником оперативної групи Литовського штабу партизанського руху. З 6 січня 1944 року — секретар Північного підпільного обкому КП(б) Литви.
- У липні — жовтні 1944 року — голова виконавчого комітету Вільнюської міської ради Литовської РСР.
- У жовтні 1944 — липні 1950 року — голова Державної планової комісії (Держплану) Литовської РСР.
- У червні 1950 — червні 1953 року — 1-й секретар Шяуляйського обласного комітету КП(б) Литви.
- У червні 1953 — лютому 1954 року — 1-й заступник голови Ради Міністрів Литовської РСР.
- У лютому 1954 — 24 січня 1956 року — 2-й секретар ЦК Компартії Литви.
- 16 січня 1956 — 14 квітня 1967 року — голова Ради Міністрів Литовської РСР.
- 17 квітня 1967 — 24 грудня 1975 року — голова Президії Верховної Ради Литовської РСР.
- З грудня 1975 року — персональний пенсіонер союзного значення у місті Вільнюсі.

## Нагороди
- Герой Соціалістичної Праці (14 листопада 1975)
- шість орденів Леніна (22 березня 1944; 20 липня 1950; 5 квітня 1958; 1 жовтня 1965; 27 серпня 1971; 14 листопада 1975)
- орден Жовтневої Революції (12 грудня 1973)
- орден Вітчизняної війни 1-го ступеня (8 квітня 1947)
- орден Трудового Червоного Прапора (14 листопада 1955)
- медаль «За трудову доблесть» (25 грудня 1959)
- медаль «Партизану Вітчизняної війни» 1-го ступеня (17 квітня 1945)
- інші медалі